# Елиптична галактика
Елиптичните галактики са най-старите, яйцевидни или кръгли галактики, съдържащи трилиони звезди. Те могат да имат огромни размери и да са изключително ярки, които се наричат гиганти или да са малки, бледи и да се наричат джуджета. Всяка елиптична галактика се обозначава с число от 0 до 7, което съответства на формата на галактиката. От тип 0 са елиптични галактики с правилна кръгла форма, от тип 4 са яйцевидни форма а от тип 7 са такива със силно изразена елиптична форма. В елиптичните галактики не се формират нови звезди и в тях има много малко звезден прах.